# جاك ماسترز
جاك ماسترز هو سياسي كندي، ولد في 27 سبتمبر 1931 في كندا. حزبياً، نشط في الحزب الليبرالي الكندي. وقد انتخب عضو مجلس العموم الكندي.